# Henia valida
Henia valida är en mångfotingart som först beskrevs av Carl Graf Attems 1927.  Henia valida ingår i släktet Henia och familjen Dignathodontidae.
Artens utbredningsområde är Andorra. Inga underarter finns listade i Catalogue of Life.